# Onesia lanka
Onesia lanka este o specie de muște din genul Onesia, familia Calliphoridae, descrisă de Hiromu Kurahashi și Jayasekera în anul 1989.
Este endemică în Sri Lanka. Conform Catalogue of Life specia Onesia lanka nu are subspecii cunoscute.